# Чариев, Хаджикуль
Хаджикуль Чариев (30 июня 1920—6 мая 1949) — участник Великой Отечественной войны и полный кавалер ордена Славы. После войны, работал учителем.

## Биография
Родился 30 июня 1920 года в селе Хандак ныне Фарапский этрап, Лебапский велаят, Туркменистан в семье крестьянина. После окончания педагогического училища, работал учителем.
В сентябре 1942 года был призван в Красную Армию. Принимал участие в ряде операций, среди них: битва за Днепр, Корсунь-Шевченковская операция, Ясско-Кишинёвская операция, Берлинская наступательная операция и Пражская наступательная операция.
В конце января 1945 года, во время Сандомирско-Силезской операции, заняв выгодную позицию, автоматным огнём уничтожил 12 солдат противника. 23 февраля 1945 года был награждён орденом Славы 3-й степени. В феврале 1945 года участвовал в боях за Польшу, во время одного из боёв сумел скрытно подобраться к огневой точке противника и гранатами уничтожил пулемётный расчёт противника. 1 апреля 1945 года был награждён орденом Славы 2-й степени. В апреле 1945 года во время боёв за Баутцен (Германия), под огнём противника, вместе со своим отделением пошёл в атаку и ворвался во вражескую траншею. Заменяя выбывших, пулемётным огнём уничтожил около 10 солдат противника. 27 июня 1945 года был награждён орденом Славы 1-й степени, став полным кавалером ордена Славы.
Демобилизовался в 1947 году. После демобилизации вернулся в родное село (Хандак), где устроился работать учителем. Скончался 6 мая 1949 года.

## Награды
- Орден Красной Звезды (1945)[3];
- Орден Славы 1-й степени (27 июня 1945)[4];
- Орден Славы 2-й степени (1 апреля 1945 — № 24797)[5];
- Орден Славы 3-й степени (23 февраля 1945 — 370135).